# رباني

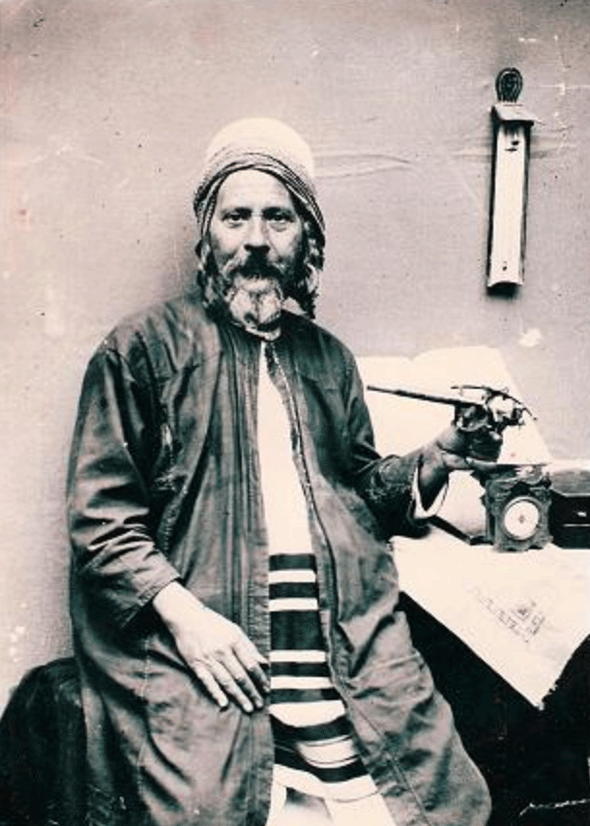
حاخام يهودي يمني

الرَّبَّانِي (بالعبرية: רב) في اليهودية، ويسمى الحَبْر هو زعيم ديني. كلمة حاخام العربية ترجع إلى الكلمة العبرية חכם أي «حكيم» وهو اللقب الذي أطلق على زعماء اليهود في البلدان العربية والإسلامية. أما اللقب الأكثر انتشارا لدى اليهود وباللغة العبرية فهو راڤ (רב) أو ربّي (רבי)، ويعني بالعبرية القديمة «سيد» أو «معلم» (والكلمة النظيرة بالعربية هي رَبّ بمعنى سيد).

## أنواع الحاخامين
- حاخام مختص بتوفير القرارات بشؤون دينية. يتلقى حاخام من هذا النوع أسئلة عن التصرف اللائق حسب الشريعة اليهودية، وينشر قضاءه ردا على السؤال، حيث يلزم القضاء من يفضل التوجه لهذا الحاخام وخاصة السائل نفسه.
- حاخام يترأس مجتمع يهودي ويكون زعيما له. هذا النوع موجود خاصة عند اليهود الحاسيديين.

## درجات الحاخامين وألقابهم
- الجاؤون (הרב הגאון هرب هجاون) - حاخام قراراته مقبولة لدى يهود كثيرين.
- الصديق أو البار (הרב הצדיק هرب هصديق) - حاخام مختص بشؤون أخلاقية، أو مفتش في يشيفا (مدرسة دينية).
- المرن (מרן مرن) - رئيس يشيفا أو حاخام يعلم حاخامين آخرين أو رئيس مجتمع يهودية كبيرة.
- الأدمور (אדמו"ר أدمور اختصار אדוננו מורנו ורבנו أدوننو مورنو وربنو " ومعلمنا وحاخامنا") زعيم مجتمع يهودية حسيدية.